# قسم مهران الریفي
قسم مهران الریفي (بالفارسية: دهستان مهران) هي إحدى أقسام ناحية مهران في مقاطعة بندر لنجة في محافظة هرمزكان في إيران. وعاصمتها مدينة بودول.